# Ella Jay Basco
Pour les articles homonymes, voir Basco.
Ella Jay Basco, née le 17 septembre 2006 à Los Angeles (États-Unis), est une actrice américaine.

## Liminaire
Ella Jay Basco est surtout connue pour son travail dans Birds of Prey (2020).

## Biographie
Ella Jay Basco, d'origine philippine et coréenne, naît le 17 septembre 2006 et est la deuxième de quatre enfants de l'acteur Derek Basco (pt).
Après être apparue dans plusieurs séries de télévision, elle décroche son premier rôle au cinéma dans Birds of Prey (2020) dans le rôle de Cassandra Cain,,.

### Liens familiaux
Ella Jay Basco est la nièce des acteurs Dion et Dante Basco.

## Filmographie partielle

### Au cinéma
- 2015 : Glimpse of Heaven (court métrage) : Huian[7]
- 2020 : Birds of Prey : Cassandra Cain[8]

### À la télévision
- 2013 : Grey's Anatomy : Evie (épisode : "Perfect Storm"[2])
- 2014 : Happyland : une fille (épisode : "Pilot"[7])
- 2017 : Superior Donuts : Logan (épisode : "Arthur's Day Off")
- 2017 : Veep : Ella (épisode : "A Woman First")
- 2017 : Teachers : Amanda (épisode : "Let It Flow"[9])
- 2022 : A Friend of the Family